# Tenuipalpus dumus
Tenuipalpus dumus är en spindeldjursart som beskrevs av Meyer 1979. Tenuipalpus dumus ingår i släktet Tenuipalpus och familjen Tenuipalpidae. Inga underarter finns listade i Catalogue of Life.